# Tam Anh Bắc
Tam Anh Bắc is een xã in het district Núi Thành, een van de districten in de Vietnamese provincie Quảng Nam. Tam Anh Bắc heeft ruim 6100 inwoners op een oppervlakte van 21 km².
Tam Anh Bắc ligt op de westelijke oever van de Chợ en de zuidelijke oever van de Tam Kỳ. In het westen stroomt de Vĩnh An.